# Вест Појнт (Илиноис)
Вест Појнт (енгл. West Point) град је у америчкој савезној држави Илиноис.

## Демографија
По попису из 2010. године број становника је 178, што је 17 (-8,7%) становника мање него 2000. године.
| Група             | 2000.       | 2010.        |
| Белци             | 194 (99,5%) | 178 (100,0%) |
| Афроамериканци    | 0 (0,0%)    | 0 (0,0%)     |
| Азијати           | 0 (0,0%)    | 0 (0,0%)     |
| Хиспаноамериканци | 0 (0,0%)    | 0 (0,0%)     |
| Укупно            | 195         | 178          |